# ウナ・デーモン
ウナ・デーモン（Una Damon, 1964年8月10日 - ）は、アメリカ合衆国の女優である。

## 出演作品
- ザ・シークレット　エージェント2
- トゥルーマン・ショー（クロエ）
- ザ・グリード（レイラ）
- ディープ・インパクト（マリアンヌ・デュクロス）
- ガタカ (1997) 看護師長
- スパイダーマン 遺伝子操作された蜘蛛の説明をする研究者
- NYPD BLUE　～ニューヨーク市警15分署 シーズン2
- ナイトライダー2010